# Depot von Budweis
Das Depot von Budweis (auch Hortfund von Budweis oder Depot bzw. Hortfund von České Budějovice) ist ein Depotfund der frühbronzezeitlichen Aunjetitzer Kultur aus Budweis (tschechisch České Budějovice) im Jihočeský kraj, Tschechien. Es datiert in die Zeit zwischen 1800 und 1600 v. Chr. Der erhaltene Teil des Depots befindet sich heute im Südböhmischen Museum in Budweis.

## Fundgeschichte
Das Depot wurde 1976 auf der rechten Seite der Moldau auf Vořišeks Hof beim Anlegen eines Hausfundaments im Aushub entdeckt.

## Zusammensetzung
Das Depot bestand aus mehreren bronzenen Spangenbarren unbekannter Zahl. Von diesen befindet sich einer im Museum von Budweis. Er hat eine abgerundete Ober- und eine flache Unterseite. Die Enden sind leicht gebogen und teilweise abgebrochen. Die restlichen Barren sind verschollen.